# Porzellanmanufaktur Kilchberg-Schooren

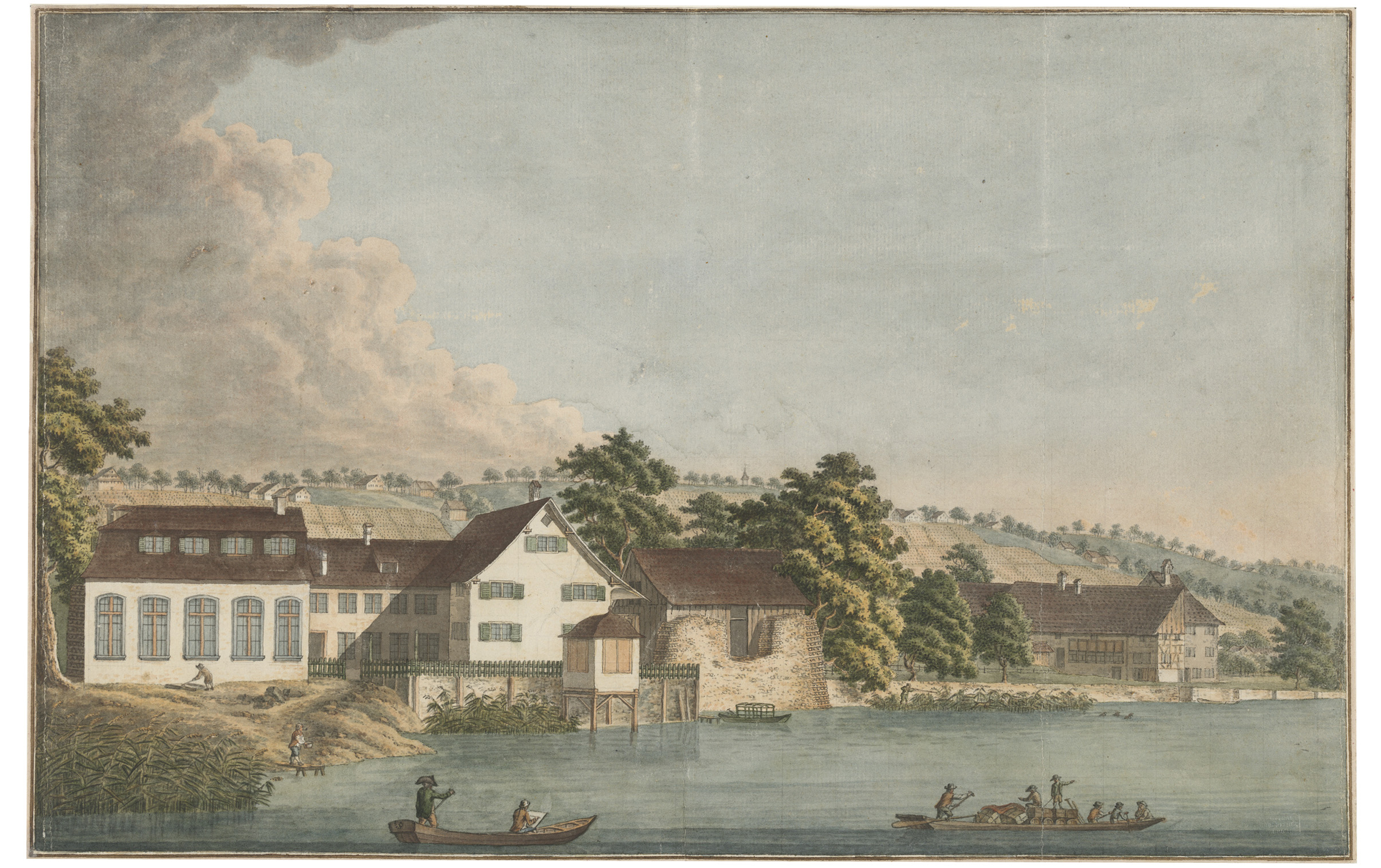
Porzellanmanufaktur Kilchberg-Schooren um 1790

Die Porzellanmanufaktur Kilchberg-Schooren bestand von 1763 bis 1790 in Kilchberg, Bendlikon, im Kanton Zürich. Bis 1906 stellten in der Manufaktur mehrere Generationen von Unternehmern zunächst Porzellan her, danach die günstigeren Fayencen, manganglasierte Keramik und zeitweise Steingut.

## Geschichte
Die Naturforschende Gesellschaft in Zürich, die die Untersuchung von Mineralien und Erden im Kanton Zürich förderte, hatten den Bau einer Porzellan- und Fayencefabrik angeregt. Die Gründung der Aktiengesellschaft erfolgte 1763 durch ein Konsortium von fünf Stadtzürcher Fabrikanten. Beteiligt waren vor allem Mitglieder der Familie Johann Conrad Heidegger, zu der auch Salomon Gessner gehörte. Erster Direktor wurde Johann Adam Spengler. Sein Sohn Johann Jakob Spengler modellierte mit Valentin Sonnenschein für die Porzellanmanufaktur.
Es wurde vor allem Tee- und Kaffeegeschirr aus Porzellan und Fayence hergestellt. Ab 1778 versuchte das Unternehmen englisches Steingut (Hartkeramik, «Pfeifenerde») zu imitieren und ab 1785 wurde dieses Geschirr mittels Umdruckverfahren schwarz dekoriert. Im Formenschatz und im Dekor (Blumen und idyllische Landschaften) wurde ein gemässigter Rokokostil gepflegt. Da sich die Manufaktur nicht dem neumodischen Klassizismus zuwandte, fanden die teuren Porzellanwaren vom Schooren zu wenig Absatz.
Das Unternehmen geriet 1790 in finanzielle Schwierigkeiten und machte Konkurs. Es wurde 1791 aufgelöst und 1793 an Matthias Nehracher verkauft. Nach dessen Tod übernahm es Hans Jakob Nägelin, der aber nur noch Fayencen und Steingut herstellte.
Nach der Einstellung der Fayencenproduktion von 1906 wurden die historischen Gebäude direkt am Zürichsee zu einem Landsitz umgebaut und ab 1919 als privater Landsitz genutzt. Im Oktober 2002 wurden, für die Kantonsarchäologie überraschend, die ehemaligen Fabrikgebäude gesprengt, um eine Neuüberbauung mit Eigentumswohnungen realisieren zu können.

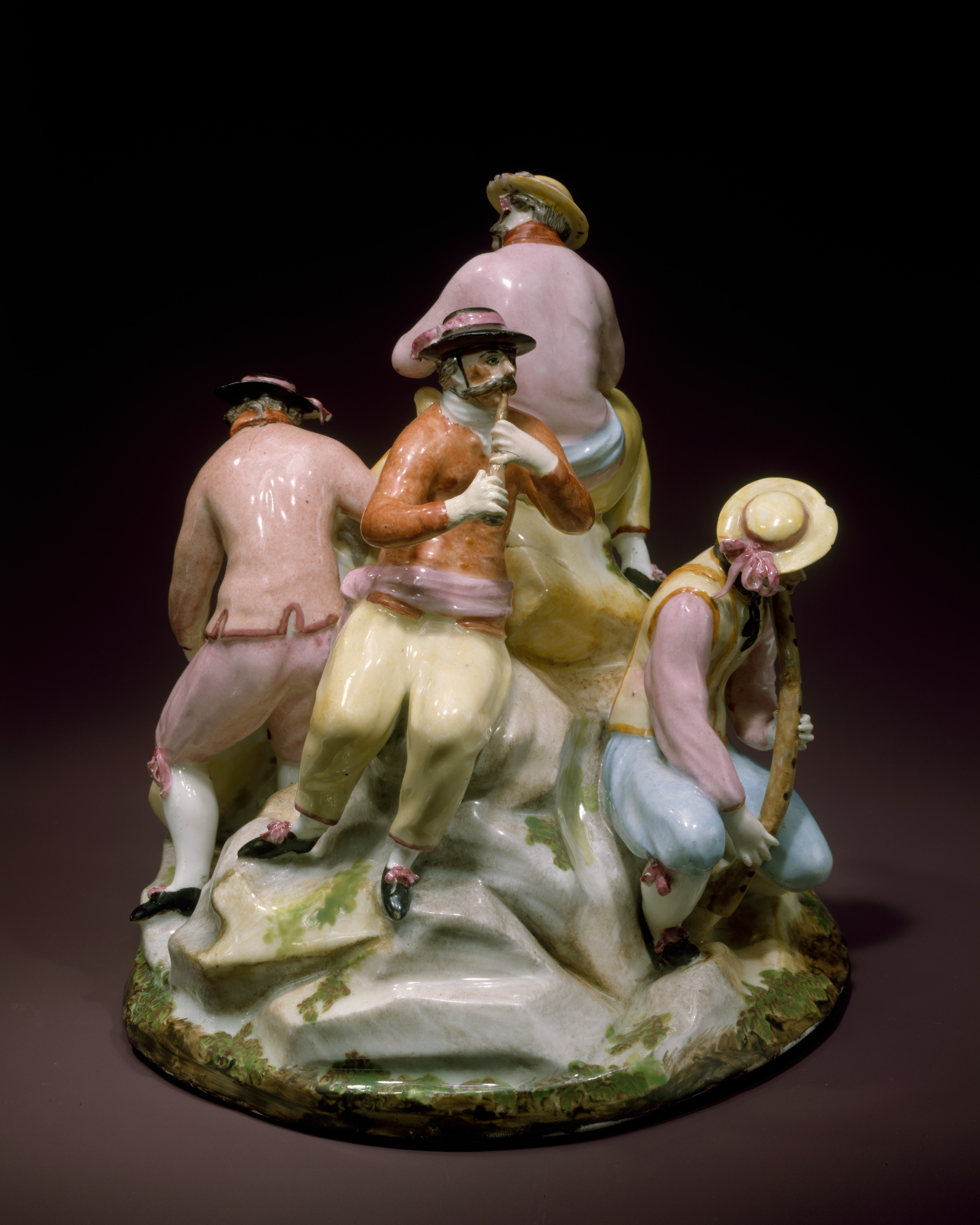
Carnevalsmusiker, um 1770

2003 untersuchte die Kantonsarchäologie das Gelände unter dem Bauschutt. Anhand von Gebäudefundamenten und Resten von vier Brennöfen konnte der Zustand des 19. Jahrhunderts dokumentiert werden. Im Uferbereich und in den aufgelassenen Öfen fand man grosse Mengen an Produktionsabfall und technische Keramik. Dies ermöglichte die Bestimmung der Produktionspalette mit den Formen und Dekorvariationen sowie eine Aufschlüsselung der komplexen Vorgänge des Herstellungsprozesses (Formen, Brennen, Glasieren). Die Funde aus 150 Jahren Keramikproduktion ergaben wenig reich verzierte Prachtstücke, Alltagsgeschirr überwog.
Im Conrad-Ferdinand-Meyer-Haus in Kilchberg wird an Geschirren und Gebrauchsgegenständen ein repräsentativer Querschnitt durch das Schaffen der Manufaktur gezeigt, ebenso ein grosser Teil des sogenannten «Einsiedler Services», von dem sich weitere Stücke im Zürcher Zunfthaus zur Meisen, in der Sammlung des Landesmuseums Zürich befinden. Im Agentenhaus in Horgen ist eine private Sammlung mit Statuetten und Geschirr der Porzellanmanufaktur Kilchberg ausgestellt.